# SPQR
SPQR은 라틴어 문장 Senatus Populusque Romanus의 약자로, '로마의 원로원과 시민'을 뜻한다. 이 말은 고대 로마 공화정의 정부를 이르는 말이었다. 이 말은 주화, 그리고 돌이나 금속으로 된 국가 비문에 끝부분, 공공 사업이나 기념물의 헌정문, 로마 군단의 군단기에 나온다. 이 문구는 마르쿠스 툴리우스 키케로의 연설문이나 티투스 리비우스의 역사서 등 로마의 정치, 법, 역사 문헌에서도 수없이 등장한다.
SPQR은 오늘날 로마 시의 모토이며, 이 곳의 도시 문장, 시내의 수많은 공공 건물, 공공 분수, 맨홀 뚜껑에서도 보인다.

## 역사적 배경
이 약어는 콘스탄티누스 대제(AD 312-337)시기의 동전에서 마지막으로 나타났다. 'SPQR'이라 쓰는 것은 원로원 자문회, 법령 제정 등에 쓰이는 용도로 사용되었다.
로마 문학에서 Populus Rōmānus는 로마 시민의 정부를 뜻하는 문구로 쓰였다. 로마인들은 이를 이용하여 타국 정부는 populī Prīscōrum Latīnōrum라고 명명하였다.Rōmānus는 '로마 시민'같이 로마를 구별하는데 사용되는 형용사였다.이로인해 Rōmae, at Rome는 본래 목적을 위하여 사용되지 못하였다.
로마 사람들의 법률과 역사속에서 dignitās, maiestās, auctoritās, lībertās populī Rōmānī와 같은 구절들은 자주 나타나는데,이는 "존엄, 위엄, 권위, 로마 사람들의 자유"라는 의미이다.
그들은  populus līber를 '자유로운 대중'으로 썼고, exercitus, imperium, iudicia, honorēs, consulēs, voluntās는 군대,규칙,심판,사무실,영사와 로마 사람들의 의지라는 의미로 사용하였다.
그들은 일찍부터 Popolus와 Poplus를 자유와 주권으로 쓰는 습관이 있었다.
그리고 근대에 와서는 이 SPQR이라는 약자는 베니토 무솔리니의 의해 공공 건물의 문장이나 맨홀에 '새로운 로마 제국'을 표상하기 위하여 사용되었다.

## 갤러리

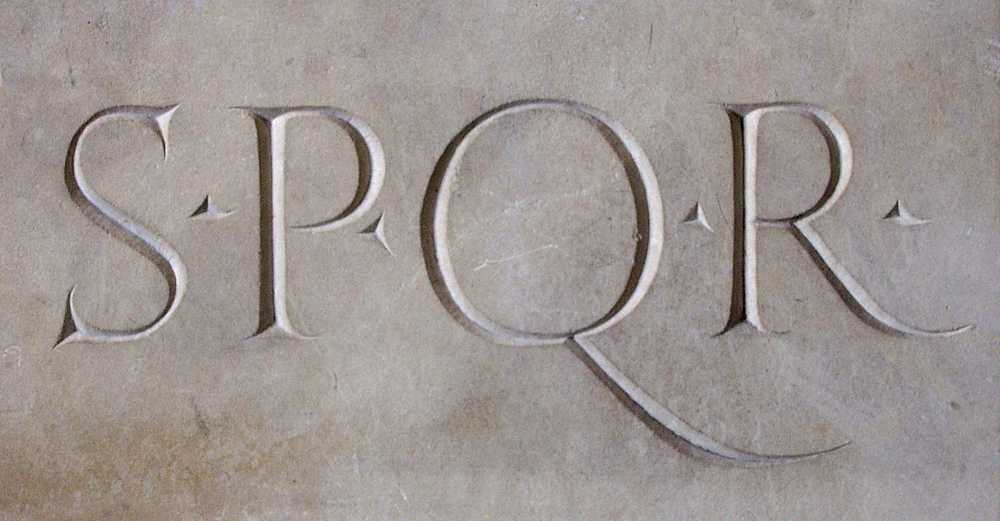
'로마의 원로원과 시민'
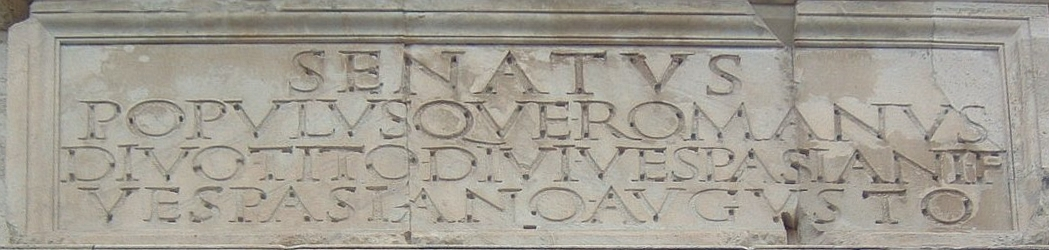
티도의 문에 적힌 글.
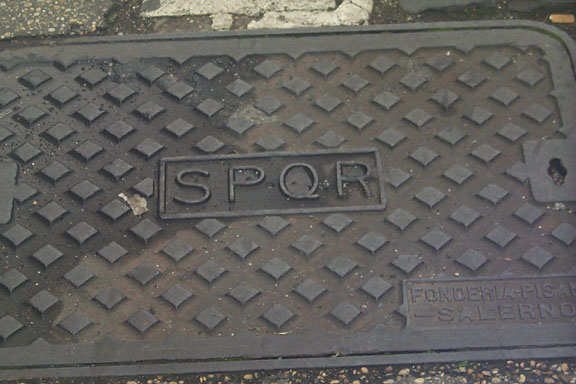
SPQR이 새겨진 로마의 맨홀 뚜껑
SPQR과 라틴어로 쓰인 로마의 정식 이름
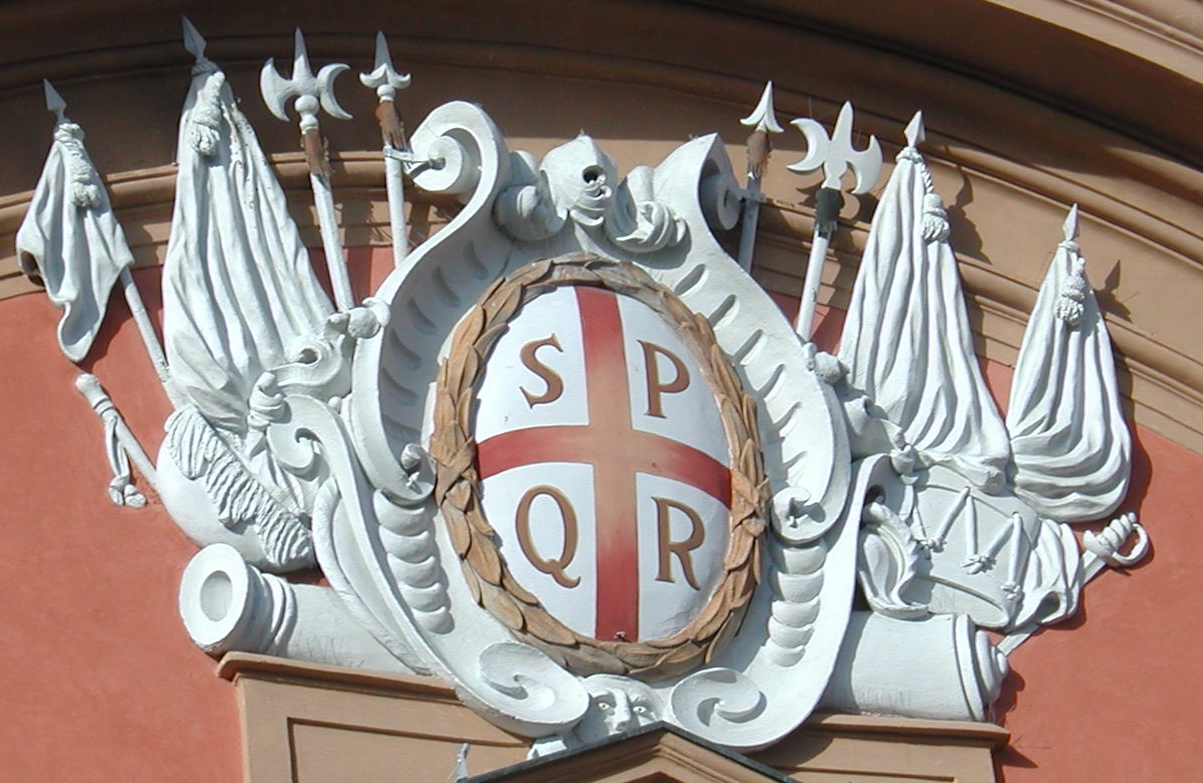
SPQR이 쓰인 레조넬에밀리아의 휘장
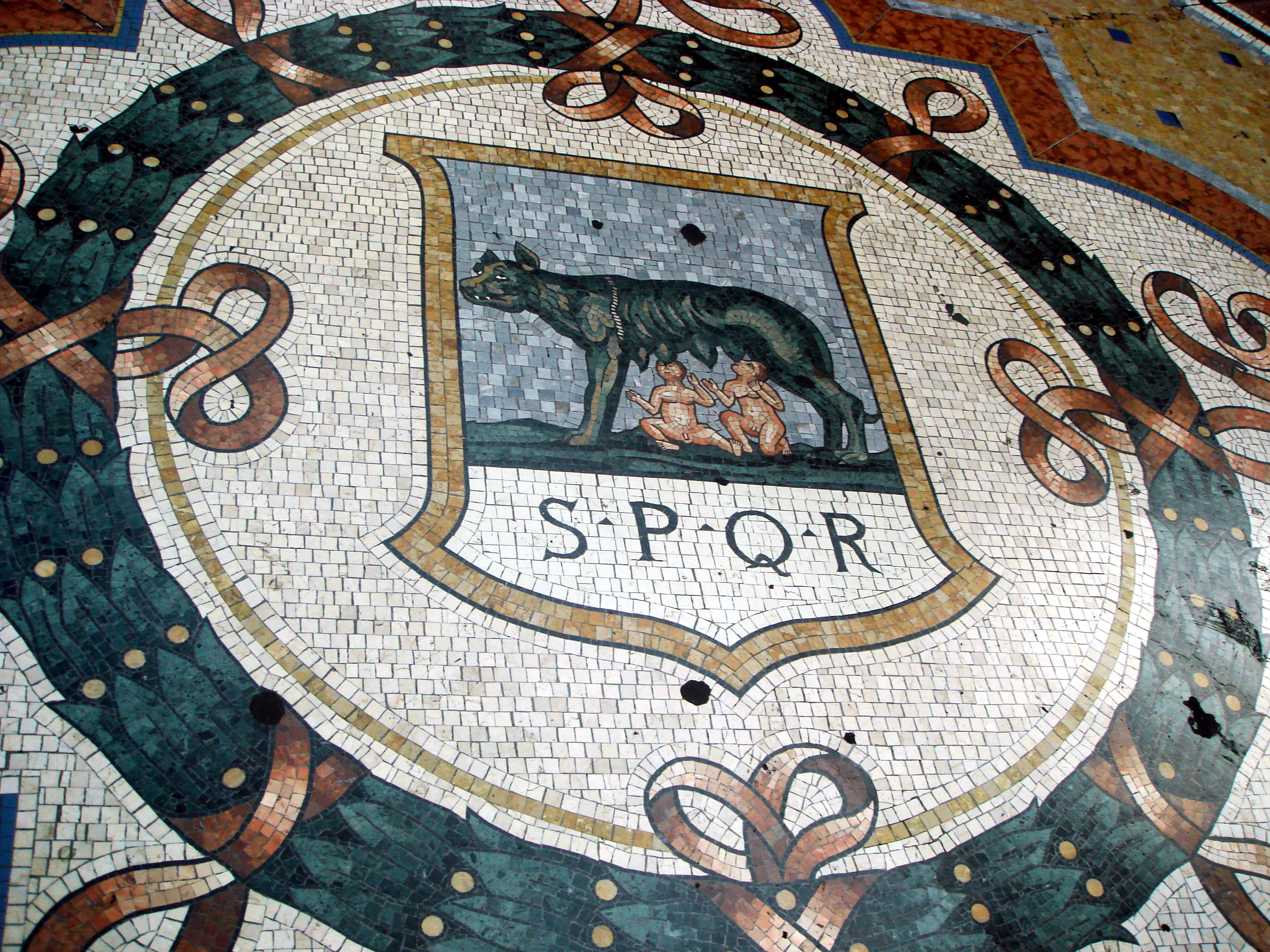
밀라노에 있는 비토리오 에마누엘레 2세 갤러리아의 모자이크
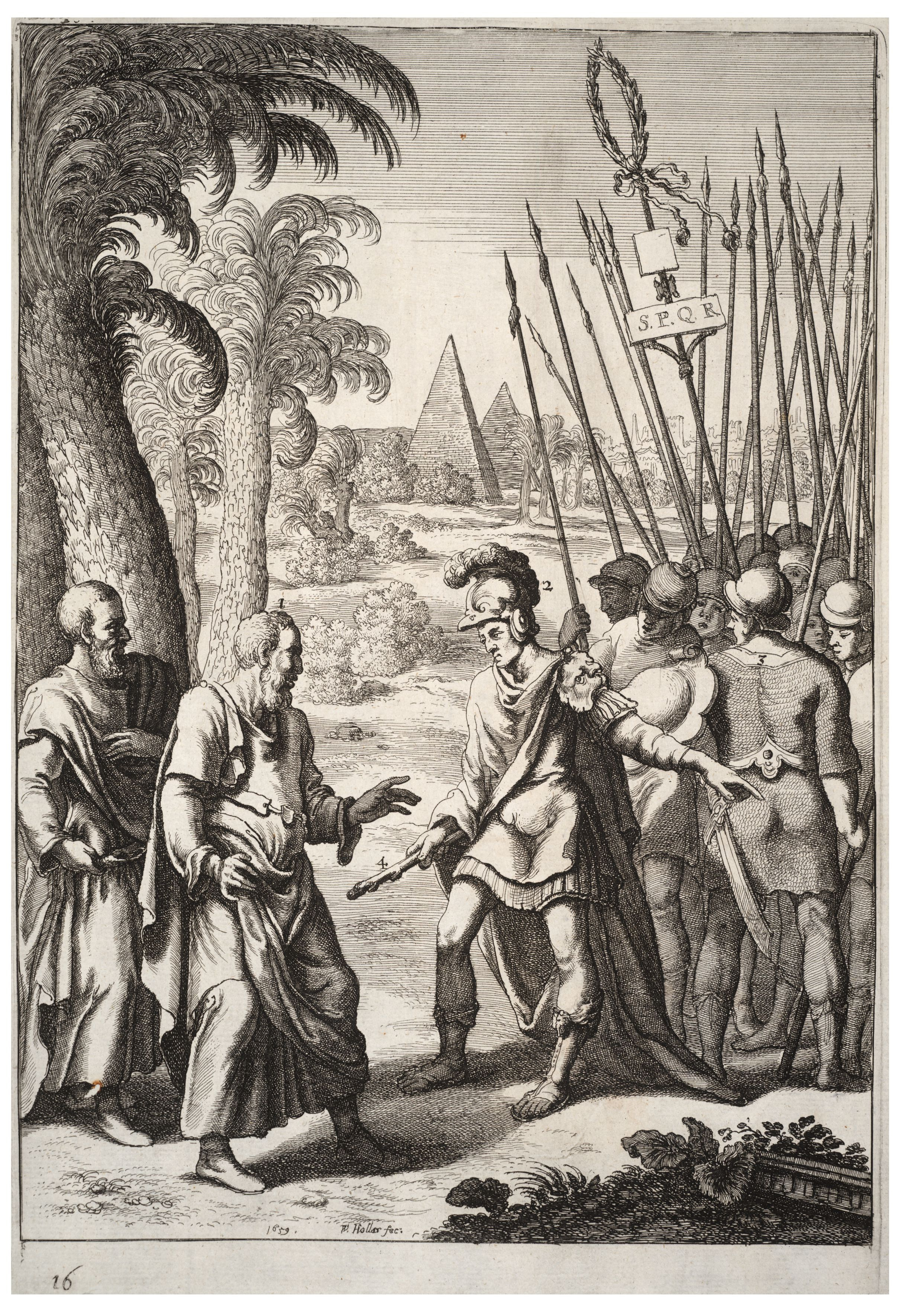
우월한 군병. 벤체슬라오 홀라르가 그림
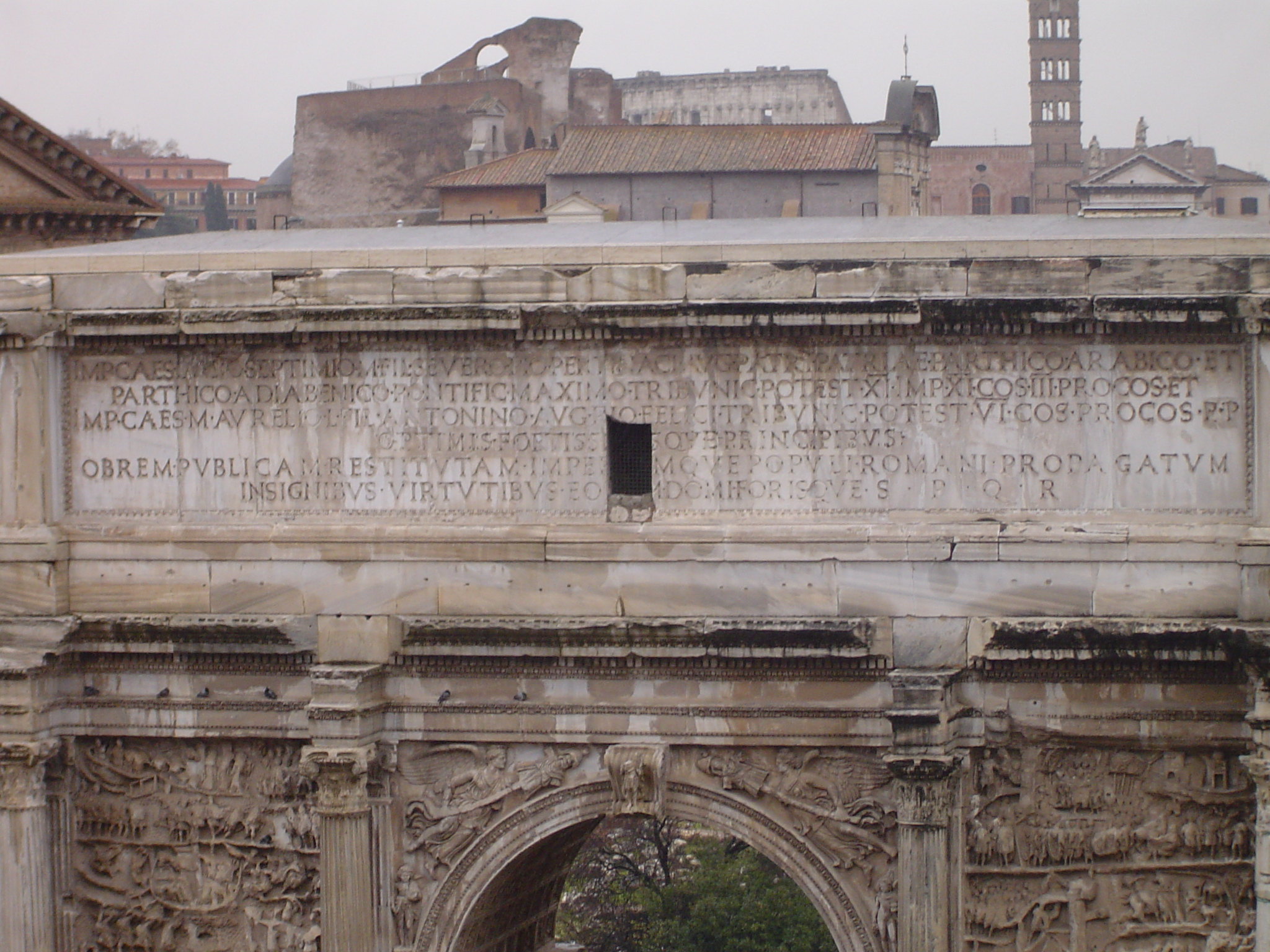
세베루스의 개선문 상단부
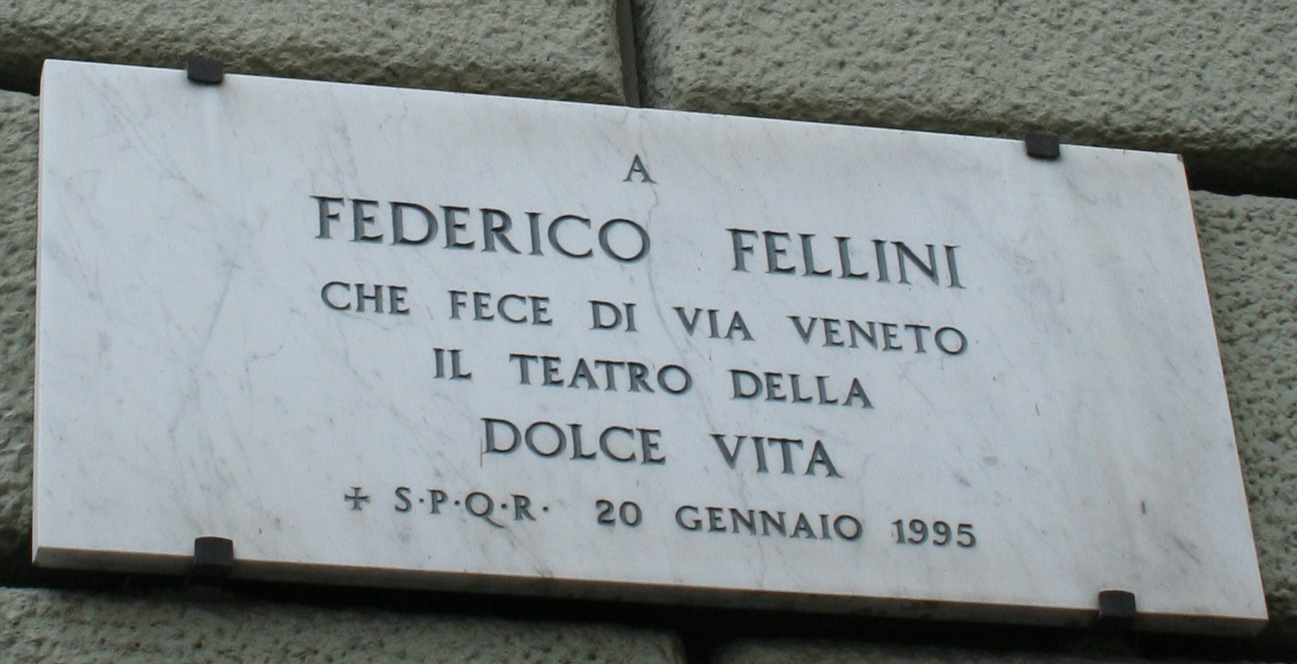
페데리코 펠리니가 헌정한 베네토 거리의 명판

## 같이 보기
- 로마 제국